# Vienna Capitals
Vienna Capitals je rakouský klub ledního hokeje, který sídlí ve Vídni. Založen byl v roce 2000 po zániku A-týmu slavného Wieneru EV. První ligová účast se datuje do sezóny 2001/02, kdy klub dokráčel v nejvyšší soutěži až do semifinále. Největším úspěchem Capitals je dvojnásobné vítězství v Erste Bank Eishockey Lize. Klubové barvy jsou černá, žlutá a červená.
Své domácí zápasy odehrává v Erste Bank Areně s kapacitou 7 002 diváků.

## Historické názvy
- 2000 – EV Vienna Capitals (Eislauf-Verein Vienna Capitals)
- 2011 – UPC Vienna Capitals
- 2017 – Vienna Capitals

## Získané trofeje

### Vyhrané domácí soutěže
- Rakouský mistr v ledním hokeji ( 2× )
  - 2004/05, 2016/17

### Vyhrané mezinárodní soutěže
- EBEL ( 2× )
  - 2004/05, 2016/17

## Přehled ligové účasti
Zdroj: 
- 2001–2003: Österreichische Eishockey-Liga (1. ligová úroveň v Rakousku)
- 2003–2006: EBEL (1. ligová úroveň v Rakousku)
- 2006– : EBEL (1. ligová úroveň v Rakousku / mezinárodní soutěž)

| Rakousko (2003 – ) |                   |                  |                                                                                               |                                                                                               |                                                                                               |
| Sezóny             | Soutěž            | ZČ               | Play-off, nadstavba, sk. o udržení...                                                         | Poznámky                                                                                      |                                                                                               |
| 2003/04            | EBEL              | 5. místo         | Ne                                                                                            |                                                                                               |                                                                                               |
| 2004/05            | EBEL              | Zlatá medaile    | Finále Výhra s EC KAC 4 : 3                                                                   |                                                                                               |                                                                                               |
| 2005/06            | EBEL              | 4. místo         | Semifinále Prohra s EC Red Bull Salzburg 1 : 4                                                |                                                                                               |                                                                                               |
| 2006/07            | EBEL              | 4. místo         | Semifinále Prohra s EC Red Bull Salzburg 0 : 3                                                |                                                                                               |                                                                                               |
| 2007/08            | EBEL              | Stříbrná medaile | Semifinále Prohra s EC Red Bull Salzburg 0 : 4                                                |                                                                                               |                                                                                               |
| 2008/09            | EBEL              | Stříbrná medaile | Semifinále Prohra s EC Red Bull Salzburg 1 : 4                                                |                                                                                               |                                                                                               |
| 2009/10            | EBEL              | Bronzová medaile | Semifinále Prohra s EHC Black Wings Linz 3 : 4                                                |                                                                                               |                                                                                               |
| 2010/11            | EBEL              | Bronzová medaile | Semifinále Prohra s EC Red Bull Salzburg 3 : 4                                                |                                                                                               |                                                                                               |
| 2011/12            | EBEL              | 8. místo         | Čtvrtfinále Prohra s EHC Black Wings Linz 3 : 4                                               |                                                                                               |                                                                                               |
| 2012/13            | EBEL              | Zlatá medaile    | Finále Prohra s EC KAC 0 : 4                                                                  |                                                                                               |                                                                                               |
| 2013/14            | EBEL              | Zlatá medaile    | Čtvrtfinále Prohra s EC VSV 1 : 4                                                             |                                                                                               |                                                                                               |
| 2014/15            | EBEL              | 4. místo         | Finále Prohra s EC Red Bull Salzburg 0 : 4                                                    |                                                                                               |                                                                                               |
| 2015/16            | EBEL              | 4. místo         | Čtvrtfinále Prohra s EC VSV 1 : 4                                                             |                                                                                               |                                                                                               |
| 2016/17            | EBEL              | Zlatá medaile    | Finále Výhra s EC KAC 4 : 0                                                                   |                                                                                               |                                                                                               |
| 2017/18            | EBEL              | Zlatá medaile    | Semifinále Prohra s HC Bolzano 1 : 4                                                          |                                                                                               |                                                                                               |
| 2018/19            | EBEL              | Stříbrná medaile | Finále Prohra s EC KAC 2 : 4                                                                  |                                                                                               |                                                                                               |
| 2019/20            | ICE Hockey League | Stříbrná medaile | Ročník zrušen po odehrání základní části a nadstavby z důvodu epidemie koronaviru SARS-CoV-2. | Ročník zrušen po odehrání základní části a nadstavby z důvodu epidemie koronaviru SARS-CoV-2. | Ročník zrušen po odehrání základní části a nadstavby z důvodu epidemie koronaviru SARS-CoV-2. |
| 2020/21            | ICE Hockey League | 4. místo         | Semifinále Prohra s HC Bolzano 2 : 4                                                          |                                                                                               |                                                                                               |
| 2021/22            | ICE Hockey League | 4. místo         | Semifinále Prohra s EC Red Bull Salzburg 0 : 4                                                |                                                                                               |                                                                                               |
| 2022/23            | ICE Hockey League |                  |                                                                                               |                                                                                               |                                                                                               |

## Účast v mezinárodních pohárech
Zdroj: 
Legenda: SP - Spenglerův pohár, EHP - Evropský hokejový pohár, EHL - Evropská hokejová liga, SSix - Super six, IIHFSup - IIHF Superpohár, VC - Victoria Cup, HLMI - Hokejová liga mistrů IIHF, ET - European Trophy, HLM - Hokejová liga mistrů, KP – Kontinentální pohár
- ET 2011 – Východní divize (6. místo)
- ET 2012 – Semifinále
- ET 2013 – Jižní divize (6. místo)
- HLM 2014/2015 – Osmifinále
- HLM 2015/2016 – Šestnáctifinále
- HLM 2016/2017 – Základní skupina N (3. místo)
- HLM 2017/2018 – Základní skupina C (4. místo)
- HLM 2018/2019 – Základní skupina A (3. místo)
- HLM 2019/2020 –